# Dr. Ellen
Dr. Ellen was een Nederlandse televisieserie van de VARA met in de titelrol Martine Sandifort. Het was een van de programma's die voortkwamen uit TV Lab 2010 en het droeg tijdens deze themaweek nog de titel Op de bank.
Dr. Ellen Goedkoop is in de serie de "psychiater van de sterren". In elke aflevering ontvangt zij enkele Bekende Nederlanders. Deze worden door zichzelf gespeeld en feiten uit hun echte leven vormen de basis voor de fictieve verhaallijnen. De interesse in haar cliënten komt in de eerste plaats voort uit haar nieuwsgierigheid naar de levens van BN'ers. Ze gebruikt de sessies voornamelijk om zichzelf beter te leren begrijpen, in een poging om de problemen in haar eigen ongelukkige leven aan te pakken.

## Afleveringen
| Nr.    | Uitzenddatum     | Bekende Nederlanders* | Kijkcijfers |
| ------ | ---------------- | --- | ----------- |
| Pilot  | 1 september 2010 | Henny Huisman, Christina Curry, Aaf Brandt Corstius, Froukje Jansen                                                       | 156.000     |
| 1      | 11 maart 2011    | Fajah Lourens, Hans Dorrestijn, Joop Braakhekke, (Tanja Jess)                                                             | 220.000     |
| 2      | 18 maart 2011    | Bert van der Veer en Judith Osborn, Peter Beense, Hans Klok, (Hans Dorrestijn, Tanja Jess)                                | 281.000     |
| 3      | 25 maart 2011    | Arijan van Bavel, Henny Huisman, Tanja Jess, (Bram Bakker, Peter Beense, Dennis van der Geest, Hans Klok, Rasti Rostelli) | 194.000     |
| 4      | 1 april 2011     | Thijs Willekes, Claudia en Robert Schoemacher, Cornald Maas                                                               | 119.000     |
| 5      | 8 april 2011     | Robert ten Brink, Patty Brard, Elco en Dennis van der Geest, (Emile Hartkamp)                                             | 128.000     |
| 6      | 15 april 2011    | Myrna Goossen, Jack Spijkerman, Bram Bakker, (Patty Brard)                                                                | 108.000     |
| 7      | 22 april 2011    | Henny Huisman, Jette van der Meij, Rasti Rostelli, (Patty Brard)                                                          | 103.000     |
| 8      | 29 april 2011    | Sylvia Geersen, Hans van der Togt, Sanne Wallis de Vries, (Thijs Willekes)                                                | 116.000     |
| N.v.t. | 6 mei 2011       | Compilatieaflevering | –           |

* = Per aflevering 'behandelt' dr. Ellen gemiddeld drie hoofdcliënten. Beroemdheden met een korte bijrol staan tussen haakjes.

## Virtuele gemeenschap
Het personage Ellen Goedkoop is actief op Twitter en Facebook. Op deze sites reageert ze, veelal tijdens uitzending van het programma, op humoristische wijze op de aflevering en roddelt ze over de meespelende BN'ers.
12 steden, 13 ongelukken · Alles draait om geld · Bergen Binnen · Büch's Boeken · Buitenhof ** · Bureau Kruislaan · Cabaret & Co · Comedytrain presenteert · Deadline · Dr. Ellen · Ernstige Delicten · Factor Giel · Gebak van Krul · GIEL · Herexamen · Hoe bestaat het · Hof van Joosten · Hollands Hoop · In goed gezelschap · Is dat eigenlijk wel zo? · Jules Unlimited · Kanniewaarzijn · Kassa · Kassa 3 · Kinderen geen bezwaar · Kinderen voor Kinderen · Kopspijkers · Kun je het al zien? · Het Lagerhuis · Langs de Leeuw · Langs Sint en De Leeuw · De leugen regeert · Lieve Paul · Lieve Paul & Sint · MaDiWoDoVrijdagshow · De Mega Mike & Mega Thomas Show · Mooi! Weer De Leeuw · Mooi! Weer de Sint · Nieuwslicht · NOVA * · Oppassen!!! · Overspel · Panache · PAU!L · PAU!L en Sint! · Pauls Kadoshow · Pauls Puber Kookshow · Pauw & Witteman · Per Seconde Wijzer · Sint & De Leeuw · Shouf Shouf! · The Sopranos · Stellenbosch ** · Studio Spaan · Thank God It's Friday · Twee voor twaalf · Unit 13 · De verrukkelijke 85 · Vroege Vogels TV · Vuurzee · Waltz ** · De Wereld Draait Door · De wereld van Boudewijn Büch · Wie steelt mijn show? · X De Leeuw · Zembla

*: In samenwerking met NPS en NOS     **: In samenwerking met AVROTROS en VPRO